# Boxe nos Jogos Olímpicos de Verão de 2024 - Até 92 kg masculino
A categoria até 92 kg masculino (peso pesado) do boxe nos Jogos Olímpicos de Verão de 2024 ocorreu entre 28 de julho e 9 de agosto de 2024, com as lutas preliminares sendo realizadas no Arena Paris Norte, em Villepinte, e as semifinais e final no Stade Roland Garros, em Paris, França. Um total de 16 pugilistas, cada um representando um Comitê Olímpico Nacional (CON), participaram do evento.

## Qualificação
Cada CON poderia inscrever apenas um pugilista na categoria de peso. 16 vagas foram atribuídas, sendo as oito primeiras para representantes dos eventos multiesportivos de cada continente: 2 da Europa, 2 da Ásia, 2 das Américas, 1 do Pacífico e 1 do torneio qualificatório da África. Quatro vagas foram alocadas para o torneio 1 de qualificação mundial e outras quatro para o torneio 2 de qualificação mundial.

## Formato
Como todos os eventos do boxe olímpico, a competição foi disputado em um torneio de eliminação simples. Os combates consistem em três rounds de três minutos, com um minuto de intervalo entre os rounds. Um boxeador pode vencer por nocaute ou por pontos. A pontuação é definida como "10 pontos obrigatórios" com cinco juízes marcando cada rodada. Os juízes consideram o "número de golpes acertados nas áreas-alvo, domínio da luta, superioridade técnica e tática e competitividade". Cada juiz determina um vencedor para cada rodada, que recebe 10 pontos para a rodada, e atribui ao perdedor da rodada um número de pontos entre 7 e 9 com base no desempenho. As pontuações do juiz para cada rodada são somadas para dar a pontuação total daquele juiz. O boxeador com a pontuação mais alta da maioria dos juízes é o vencedor.

## Calendário
| R16 | Fase de 16 | QF | Quartas de final | SF | Semifinais | F | Final |

| 28 jul | 29 jul | 30 jul | 31 jul | 1 ago | 2 ago | 3 ago | 4 ago | 5 ago | 6 ago | 7 ago | 8 ago | 9 ago |
| ------ | ------ | ------ | ------ | ----- | ----- | ----- | ----- | ----- | ----- | ----- | ----- | ----- |
| R16    |        |        |        | QF    |       |       | SF    |       |       |       |       | F     |

## Medalhistas
| Ouro   | UZB Lazizbek Mullojonov               |
| Prata  | AZE Loren Alfonso                     |
| Bronze | TJK Enmanuel Reyes ESP Davlat Boltaev |

## Resultados
A competição começou diretamente com 16 competidores, sendo reduzido para oito, e assim sucessivamente até se chegar aos dois finalistas. Ambos os perdedores da semifinal recebem medalhas de bronze.
Cruzamentos
|  | Fase de 16                 | Fase de 16              |                         |   | Quartas de final | Quartas de final |  |  | Semifinais | Semifinais |  |  | Final | Final |
|  |                            |                         |                         |   |                  |                  |  |  |            |            |  |  |       |       |
|  | 28 de julho                |                         |                         |   |                  |                  |  |  |            |            |  |  |       |       |
|  |                            |                         |                         |   |                  |                  |  |  |            |            |  |  |       |       |
|  | SAM Ato Plodzicki-Faoagali | 0                       |                         |   |                  |                  |  |  |            |            |  |  |       |       |
|  | SAM Ato Plodzicki-Faoagali | 0                       | 1 de agosto             |   |                  |                  |  |  |            |            |  |  |       |       |
|  | BEL Victor Schelstraete    | 5                       |                         |   |                  |                  |  |  |            |            |  |  |       |       |
|  | BEL Victor Schelstraete    | 5                       | BEL Victor Schelstraete | 0 |                  |                  |  |  |            |            |  |  |       |       |
|  | 28 de julho                |                         | BEL Victor Schelstraete | 0 |                  |                  |  |  |            |            |  |  |       |       |
|  |                            | ESP Enmanuel Reyes      | 5                       |   |                  |                  |  |  |            |            |  |  |       |       |
|  | ESP Enmanuel Reyes         | ESP Enmanuel Reyes      | 5                       | 4 |                  |                  |  |  |            |            |  |  |       |       |
|  | ESP Enmanuel Reyes         |                         | 4 de agosto             | 4 |                  |                  |  |  |            |            |  |  |       |       |
|  | CHN Han Xuezhen            | 1                       |                         |   |                  |                  |  |  |            |            |  |  |       |       |
|  | CHN Han Xuezhen            | 1                       | ESP Enmanuel Reyes      | 1 |                  |                  |  |  |            |            |  |  |       |       |
|  | 28 de julho                |                         | ESP Enmanuel Reyes      | 1 |                  |                  |  |  |            |            |  |  |       |       |
|  |                            | AZE Loren Alfonso       | 4                       |   |                  |                  |  |  |            |            |  |  |       |       |
|  | NGR Olaitan Olaore         | AZE Loren Alfonso       | 4                       | 0 |                  |                  |  |  |            |            |  |  |       |       |
|  | NGR Olaitan Olaore         | 1 de agosto             |                         | 0 |                  |                  |  |  |            |            |  |  |       |       |
|  | KAZ Aibek Oralbay          | 5                       |                         |   |                  |                  |  |  |            |            |  |  |       |       |
|  | KAZ Aibek Oralbay          | 5                       | KAZ Aibek Oralbay       | 2 |                  |                  |  |  |            |            |  |  |       |       |
|  | 28 de julho                |                         | KAZ Aibek Oralbay       | 2 |                  |                  |  |  |            |            |  |  |       |       |
|  |                            | AZE Loren Alfonso       | 3                       |   |                  |                  |  |  |            |            |  |  |       |       |
|  | AZE Loren Alfonso          | AZE Loren Alfonso       | 3                       | 3 |                  |                  |  |  |            |            |  |  |       |       |
|  | AZE Loren Alfonso          |                         | 9 de agosto             | 3 |                  |                  |  |  |            |            |  |  |       |       |
|  | CUB Julio César La Cruz    | 2                       |                         |   |                  |                  |  |  |            |            |  |  |       |       |
|  | CUB Julio César La Cruz    | 2                       | AZE Loren Alfonso       | 0 |                  |                  |  |  |            |            |  |  |       |       |
|  | 28 de julho                |                         | AZE Loren Alfonso       | 0 |                  |                  |  |  |            |            |  |  |       |       |
|  |                            | UZB Lazizbek Mullojonov | 5                       |   |                  |                  |  |  |            |            |  |  |       |       |
|  | ITA Aziz Abbes Mouhiidine  | UZB Lazizbek Mullojonov | 5                       | 1 |                  |                  |  |  |            |            |  |  |       |       |
|  | ITA Aziz Abbes Mouhiidine  | 1 de agosto             |                         | 1 |                  |                  |  |  |            |            |  |  |       |       |
|  | UZB Lazizbek Mullojonov    | 4                       |                         |   |                  |                  |  |  |            |            |  |  |       |       |
|  | UZB Lazizbek Mullojonov    | 4                       | UZB Lazizbek Mullojonov | 5 |                  |                  |  |  |            |            |  |  |       |       |
|  | 28 de julho                |                         | UZB Lazizbek Mullojonov | 5 |                  |                  |  |  |            |            |  |  |       |       |
|  |                            | BRA Keno Machado        | 0                       |   |                  |                  |  |  |            |            |  |  |       |       |
|  | GBR Patrick Brown          | BRA Keno Machado        | 0                       | 1 |                  |                  |  |  |            |            |  |  |       |       |
|  | GBR Patrick Brown          |                         | 4 de agosto             | 1 |                  |                  |  |  |            |            |  |  |       |       |
|  | BRA Keno Machado           | 4                       |                         |   |                  |                  |  |  |            |            |  |  |       |       |
|  | BRA Keno Machado           | 4                       | UZB Lazizbek Mullojonov | 4 |                  |                  |  |  |            |            |  |  |       |       |
|  | 28 de julho                |                         | UZB Lazizbek Mullojonov | 4 |                  |                  |  |  |            |            |  |  |       |       |
|  |                            | TJK Davlat Boltaev      | 1                       |   |                  |                  |  |  |            |            |  |  |       |       |
|  | IRL Jack Marley            | TJK Davlat Boltaev      | 1                       | 4 |                  |                  |  |  |            |            |  |  |       |       |
|  | IRL Jack Marley            | 1 de agosto             |                         | 4 |                  |                  |  |  |            |            |  |  |       |       |
|  | POL Mateusz Bereźnicki     | 1                       |                         |   |                  |                  |  |  |            |            |  |  |       |       |
|  | POL Mateusz Bereźnicki     | 1                       | IRL Jack Marley         | 1 |                  |                  |  |  |            |            |  |  |       |       |
|  | 28 de julho                |                         | IRL Jack Marley         | 1 |                  |                  |  |  |            |            |  |  |       |       |
|  |                            | TJK Davlat Boltaev      | 4                       |   |                  |                  |  |  |            |            |  |  |       |       |
|  | GEO Georgii Kushitashvili  | TJK Davlat Boltaev      | 4                       | 2 |                  |                  |  |  |            |            |  |  |       |       |
|  | GEO Georgii Kushitashvili  |                         |                         | 2 |                  |                  |  |  |            |            |  |  |       |       |
|  | TJK Davlat Boltaev         | 3                       |                         |   |                  |                  |  |  |            |            |  |  |       |       |
|  | TJK Davlat Boltaev         | 3                       |                         |   |                  |                  |  |  |            |            |  |  |       |       |